# Campionato mondiale per club FIVB 2023 (femminile)
Il campionato mondiale per club FIVB 2023 si è svolto dal 13 al 17 dicembre 2023 a Hangzhou, in Cina: al torneo hanno partecipato sei squadre di club e la vittoria finale è andata per la terza volta all'Eczacıbaşı.

## Regolamento

### Formula
La formula ha previsto:
- Fase a gironi, disputata con girone all'italiana: le prime due classificate di ogni girone hanno acceduto alla fase finale.
- Fase finale, disputata con semifinali, finale per il terzo posto e finale[2].

### Criteri di classifica
Se il risultato finale è stato di 3-0 o 3-1 sono stati assegnati 3 punti alla squadra vincente e 0 a quella sconfitta, se il risultato finale è stato di 3-2 sono stati assegnati 2 punti alla squadra vincente e 1 a quella sconfitta.
L'ordine del posizionamento in classifica è stato definito in base a:
- Numero di partite vinte;
- Punti;
- Ratio dei set vinti/persi;
- Ratio dei punti realizzati/subiti;
- Risultati degli scontri diretti;
- Classifica avulsa.

## Squadre partecipanti
| Squadra        | Qualificazione                              |
| -------------- | ------------------------------------------- |
| Eczacıbaşı     | 2ª alla CEV Champions League 2022-2023      |
| Minas          | 2ª al campionato sudamericano per club 2023 |
| Praia Clube    | 1ª al campionato sudamericano per club 2023 |
| Sport Center 1 | 1ª al campionato asiatico per club 2023     |
| Tianjin        | Squadra organizzatrice                      |
| VakıfBank      | 1ª alla CEV Champions League 2022-2023      |

## Torneo

### Fase a gironi
| Girone A   | Girone B       |
| ---------- | -------------- |
| Eczacıbaşı | Praia Clube    |
| Minas      | Sport Center 1 |
| Tianjin    | VakıfBank      |

#### Girone A

##### Risultati
| 13 dicembre 2023 Yellow Dragon Sports Center, Hangzhou Durata: 1h:08 - Spettatori: 5 433 | Tianjin    | 3 - 0 | Minas      | 25-22, 25-16, 25-20 |
| 14 dicembre 2023 Yellow Dragon Sports Center, Hangzhou Durata: 1h:04 - Spettatori: 1 132 | Eczacıbaşı | 3 - 0 | Minas      | 25-19, 25-11, 25-18 |
| 15 dicembre 2023 Yellow Dragon Sports Center, Hangzhou Durata: 1h:08 - Spettatori: 4 783 | Tianjin    | 0 - 3 | Eczacıbaşı | 17-25, 23-25, 19-25 |

##### Classifica
| Pos. | Squadra    | Pt | G | V | P | SV | SP | Ratio | PF  | PS  | Ratio |
| ---- | ---------- | -- | - | - | - | -- | -- | ----- | --- | --- | ----- |
| 1.   | Eczacıbaşı | 6  | 2 | 2 | 0 | 6  | 0  | MAX   | 150 | 107 | 1,402 |
| 2.   | Tianjin    | 3  | 2 | 1 | 1 | 3  | 3  | 1,000 | 134 | 133 | 1,008 |
| 3.   | Minas      | 0  | 2 | 0 | 2 | 0  | 6  | 0,000 | 106 | 150 | 0,707 |

      Qualificata alle semifinali.

#### Girone B

##### Risultati
| 13 dicembre 2023 Yellow Dragon Sports Center, Hangzhou Durata: 1h:03 - Spettatori: 869   | VakıfBank   | 3 - 0 | Sport Center 1 | 25-10, 25-15, 25-13 |
| 14 dicembre 2023 Yellow Dragon Sports Center, Hangzhou Durata: 1h:19 - Spettatori: 888   | Praia Clube | 3 - 0 | Sport Center 1 | 25-10, 25-22, 27-25 |
| 15 dicembre 2023 Yellow Dragon Sports Center, Hangzhou Durata: 1h:13 - Spettatori: 1 358 | VakıfBank   | 3 - 0 | Praia Clube    | 25-16, 25-14, 25-19 |

##### Classifica
| Pos. | Squadra        | Pt | G | V | P | SV | SP | Ratio | PF  | PS  | Ratio |
| ---- | -------------- | -- | - | - | - | -- | -- | ----- | --- | --- | ----- |
| 1.   | VakıfBank      | 6  | 2 | 2 | 0 | 6  | 0  | MAX   | 150 | 87  | 1,724 |
| 2.   | Praia Clube    | 3  | 2 | 1 | 1 | 3  | 3  | 1,000 | 126 | 132 | 0,955 |
| 3.   | Sport Center 1 | 0  | 2 | 0 | 2 | 0  | 6  | 0,000 | 95  | 152 | 0,625 |

      Qualificata alle semifinali.

### Fase finale
|  | Semifinali | Semifinali  | Semifinali |           |    | Finale          | Finale          | Finale          |  |
|  |            |             |            |           |    |                 |                 |                 |  |
|  | 1A         | Eczacıbaşı  | 3          |           |    |                 |                 |                 |  |
|  | 1A         | Eczacıbaşı  | 3          |           |    |                 |                 |                 |  |
|  | 2B         | Praia Clube | 1          |           |    |                 |                 |                 |  |
|  | 2B         | Praia Clube | 1          |           | 1A | Eczacıbaşı      | 3               |                 |  |
|  |            |             |            |           | 1A | Eczacıbaşı      | 3               |                 |  |
|  |            |             | 1B         | VakıfBank | 2  |                 |                 |                 |  |
|  | 1B         | VakıfBank   | 1B         | VakıfBank | 2  | 3               |                 |                 |  |
|  | 1B         | VakıfBank   |            |           |    | 3               |                 |                 |  |
|  | 2A         | Tianjin     | 0          |           |    | Finale 3º posto | Finale 3º posto | Finale 3º posto |  |
|  | 2A         | Tianjin     | 0          |           |    |                 |                 |                 |  |
|  |            |             |            |           |    |                 |                 |                 |  |
|  |            |             |            |           |    | 2B              | Praia Clube     | 1               |  |
|  |            |             |            |           |    | 2B              | Praia Clube     | 1               |  |
|  |            |             |            |           |    | 2A              | Tianjin         | 3               |  |

#### Semifinali
| 16 dicembre 2023 Yellow Dragon Sports Center, Hangzhou Durata: 1h:39 - Spettatori: 1 910 | Eczacıbaşı | 3 - 1 | Praia Clube | 25-16, 25-12, 25-27, 25-22 |
| 16 dicembre 2023 Yellow Dragon Sports Center, Hangzhou Durata: 1h:10 - Spettatori: 2 398 | VakıfBank  | 3 - 0 | Tianjin     | 25-16, 25-23, 25-23        |

#### Finale 3º posto
| 17 dicembre 2023 Yellow Dragon Sports Center, Hangzhou Durata: 1h:40 - Spettatori: 1 903 | Praia Clube | 1 - 3 | Tianjin | 23-25, 20-25, 25-17, 19-25 |

#### Finale
| 17 dicembre 2023 Yellow Dragon Sports Center, Hangzhou Durata: 1h:59 - Spettatori: 2 967 | Eczacıbaşı | 3 - 2 | VakıfBank | 19-25, 25-23, 25-23, 23-25, 15-9 |

## Classifica finale
| Pos | Squadre        |
| --- | -------------- |
|     | Eczacıbaşı     |
|     | VakıfBank      |
|     | Tianjin        |
| 4   | Praia Clube    |
| 5   | Minas          |
| 6   | Sport Center 1 |

## Premi individuali
| Premio                | Nome               | Squadra    |
| --------------------- | ------------------ | ---------- |
| MVP                   | Tijana Bošković    | Eczacıbaşı |
| Miglior palleggiatore | Elif Şahin         | Eczacıbaşı |
| Miglior opposto       | Tijana Bošković    | Eczacıbaşı |
| Miglior schiacciatore | Gabriela Guimarães | VakıfBank  |
| Miglior schiacciatore | Li Yingying        | Tianjin    |
| Miglior centrale      | Zehra Güneş        | VakıfBank  |
| Miglior centrale      | Jovana Stevanović  | Eczacıbaşı |
| Miglior libero        | Ayça Aykaç         | VakıfBank  |

## Statistiche
| Rendimento individuale | Rendimento individuale | Rendimento individuale | Rendimento individuale |
| Pos.                   | Nome                   | Punti                  | Squadra                |
| ---------------------- | ---------------------- | ---------------------- | ---------------------- |
| 1                      | Tainara Santos         | 93                     | Praia Clube            |
| 2                      | Tijana Bošković        | 90                     | Eczacıbaşı             |
| 3                      | Jordan Thompson        | 77                     | VakıfBank              |
| 4                      | Li Yingying            | 61                     | Tianjin                |
| 5                      | Gabriela Guimarães     | 56                     | VakıfBank              |
| 5                      | Wang Yizhu             | 56                     | Tianjin                |

| Attacchi vincenti | Attacchi vincenti | Attacchi vincenti | Attacchi vincenti |
| Pos.              | Nome              | Punti             | Squadra           |
| ----------------- | ----------------- | ----------------- | ----------------- |
| 1                 | Tainara Santos    | 82                | Praia Clube       |
| 2                 | Tijana Bošković   | 78                | Eczacıbaşı        |
| 3                 | Jordan Thompson   | 65                | VakıfBank         |
| 4                 | Li Yingying       | 51                | Tianjin           |
| 5                 | Wang Yizhu        | 47                | Tianjin           |

| Muri vincenti | Muri vincenti      | Muri vincenti | Muri vincenti |
| Pos.          | Nome               | Punti         | Squadra       |
| ------------- | ------------------ | ------------- | ------------- |
| 1             | Zehra Güneş        | 12            | VakıfBank     |
| 1             | Chiaka Ogbogu      | 12            | VakıfBank     |
| 3             | Gabriela Guimarães | 10            | VakıfBank     |
| 3             | Sinead Jack        | 10            | Eczacıbaşı    |
| 3             | Wang Yuanyuan      | 10            | Tianjin       |

| Battute vincenti | Battute vincenti | Battute vincenti | Battute vincenti |
| Pos.             | Nome             | Punti            | Squadra          |
| ---------------- | ---------------- | ---------------- | ---------------- |
| 1                | Tijana Bošković  | 8                | Eczacıbaşı       |
| 1                | Li Yingying      | 8                | Tianjin          |
| 3                | Tainara Santos   | 7                | Praia Clube      |
| 4                | Irina Voronkova  | 6                | Eczacıbaşı       |
| 5                | Milka Silva      | 5                | Praia Clube      |